# Великі перегони (фільм)
«Великі перегони» (рос. «Большие перегоны»; інша назва — «Машиніст») — білоруський радянський телевізійний художній фільм. Знятий на кіностудії «Білорусьфільм» в 1971 році. Вийшов на екрани 23 березня 1972 року.

## Сюжет
Герой фільму — Ігор Шилов — після закінчення школи не вступає до інституту й приходить працювати в паровозне депо. Його прийняли кочегаром у бригаду досвідченого машиніста Касьяна Кузьмича (Микола Крючков), який по-батьківськи уважний до юнака і допомагає йому освоїти професію, а також знайти своє справжнє покликання — стати машиністом електровоза.

## У ролях
- Юрій Ніколаєв —  Ігор Шилов, кочегар
- Микола Крючков —  Касьян Кузьмич, машиніст
- Вікторія Смоленська —  Ніна Соловйова, буфетниця, солістка самодіяльного ансамблю, закохана в Петра Ягодіна
- Микола Мерзлікін —  Петро Ягодін, машиніст
- Георгій Георгіу —  Борис Львович
- Микола Єременко старший
- Гліб Стриженов
- Леонід Чубаров —  машиніст Максим, тромбоніст ансамблю самодіяльності
- Григорій Михайлов
- Алла Червона
- Віктор Задубровський
- В. Садовський

## Знімальна група
- Автор сценарію:  Іван Воробйов
- Режисер:  Анатолій Дудоров
- Оператор:  Венедикт Орлов
- Композитор: Ігор Петренко
- Художник: В. Чернишов